# A Casa É Sua
A Casa É Sua foi um programa de televisão brasileiro, transmitido pela RedeTV!, que contou com diversos apresentadores. A Rede Globo teve um programa de mesmo nome exibido nas noites de sábado entre 1969 e 1970.

## O programa
A atração tinha como foco o público feminino e trazia entrevistas sobre assuntos da atualidade, curiosidades do meio artístico, matérias externas de variedades, culinárias e debates.

## Produção
Estreou em 15 de novembro de 1999, no horário da manhã, no primeiro dia de transmissão da RedeTV!, sob a direção geral de Hélio Vargas e apresentação de Valéria Monteiro, direto de uma casa localizada no bairro do Morumbi em São Paulo. Em fevereiro de 2000, já no horário da tarde, dois meses após sua estreia, o programa passou a ser terceirizado, com uma nova versão e três novos apresentadores: Meire Nogueira, Castrinho e a jornalista Sônia Abrão. O casarão do Morumbi, onde era gravado inicialmente, foi trocado por um estúdio com seis sets, entre eles uma cozinha, um ateliê e uma mini-redação de jornal. Em março de 2002, com a transferência de Sonia Abrão para o SBT, a jornalista Leonor Corrêa assumiu a atração até outubro de 2003, quando a apresentadora teve seu contrato rescindido.
Em novembro de 2003, Clodovil Hernandez assumiu o programa ao lado da jornalista Joana Matsushita, o chef de cozinha Luiz, o modelo e assistente de palco Dimas Caetano e a atriz Vida Vlatt, que interpretava a doméstica Ofrásia; no início chamada Luzinete. Em 2005, o estilista foi demitido da emissora por promover diversas críticas a personalidades do meio artístico, diretores e proprietários da emissora. Após a saída de Clodovil, um rodizio de apresentadores comandou o programa em 2005: Ofrásia, Ronaldo Ésper, Liliane Ventura e Monique Evans. Em agosto de 2005 Marisa Carnicelli é efetivada como apresentadora fixa do programa. sempre acompanhados pelos outros integrantes do casting. A Casa É Sua chegou ao fim em 28 de abril de 2006, depois de seis anos no ar, dando lugar ao A Tarde É Sua, apresentado por Sônia Abrão.

## Tema de abertura
Quando Clodovil Hernandes assumiu a apresentação do programa, ele pediu ao maestro Eduardo Souto Neto que desenvolvesse, com exclusividade para ele, um tema musical para a abertura de A Casa É Sua. O tema é intitulado O Vaidoso.

## Apresentadores
- Valéria Monteiro (1999–00)
- Sonia Abrão (2000–02)
- Castrinho (2000–02)
- Meire Nogueira (2000–02)
- Leonor Corrêa (2002)
- Clodovil Hernandes (2003–05)
- Ronaldo Ésper (2005)
- Liliane Ventura (2005)
- Monique Evans (2005)
- Marisa Carnicelli (2005–06)

## Equipe
Colunistas
- Joana Matushita (Notícias e e-mails) (2003–06)
- Chef Didier Labbé (Culinária) (2004–06)

Assistentes de palco
- Vida Vlatt como Ofrásia (2003–06)
- Dimas Caetano (2004–06)